# Біанкі Віктор Іванович
Біанкі Віктор Іванович (1879–1921) — феодосійський міський голова у 1917–1918 рр.
За етнічною приналежністю — грек. Закінчив математичний факультет Київського університету. За участь у ревоюційних подіях 1905–1907 рр. висилався.
З 1915 р. працював присяжним повіреним[уточнити]. Редактор газети «Народная воля».
1917 р. призначений комісаром Феодосії. За його ініціативи у Феодосії знесено памʼятник російському імператорові Алєксандру ІІІ.
У грудні 1917 р. обраний феодосійським міським головою. Також входив до складу Ради народних представників Таврійської губернії.
У грудні 1920 р. заарештований більшовиками. Помер у вʼязниці 1921 р. від голоду.